# Henri Weber
Henri Weber (ur. 23 czerwca 1944 w Leninabadzie, zm. 26 kwietnia 2020 w Awinionie) – francuski filozof, polityk, senator, eurodeputowany kilku kadencji.

## Życiorys
Pochodził z żydowskiej rodziny z Chrzanowa. Jego rodzice po niemieckiej inwazji na Polskę z 1939 uciekli na tereny ZSRR. Po II wojnie światowej wraz z urodzonym tam rocznym synem powrócili na krótko do Polski, ale w 1948 wyemigrowali do Francji.
Henri Weber z wykształcenia był filozofem, uzyskał doktorat w tej dziedzinie oraz w zakresie nauk politycznych. W 1968 brał aktywny udział w majowych protestach studenckich. Od końca lat 60. do 1995 pracował jako asystent i następnie docent na Uniwersytecie Paryż VIII. Autor licznych książek i publikacji głównie na temat marksizmu, ruchów rewolucyjnych na świecie i wydarzeń maja 1968.
Początkowo działał w skrajnych komunistycznych organizacjach młodzieżowych i w trockistowskiej Rewolucyjnej Lidze Komunistycznej. Później przystąpił do Partii Socjalistycznej. Był jej sekretarzem krajowym ds. oświatowych, wszedł w skład prezydium jako członek odpowiedzialny za relacje z uniwersytetami. 
Od 1989 przez kilka lat był zastępcą mera Saint-Denis, później do 2001 zasiadał w radzie gminy Dieppe. Od 1995 do 2004 wchodził w skład francuskiego Senacie jako reprezentant departamentu Sekwana Nadmorska. Objął funkcję skarbnika Fondation Jean Jaurès. W 1997 przez miesiąc był posłem do Parlamentu Europejskiego. Mandat europosła ponownie uzyskał w 2004. W 2009 skutecznie ubiegał się o reelekcję, wchodząc w skład PE do 2014. Zasiadał w grupie Partii Europejskich Socjalistów, w VII kadencji przystąpił do nowej lewicowej frakcji socjalistów i demokratów.
Zmarł na skutek COVID-19 w okresie światowej pandemii tej choroby.